# Simon Rex
Pour les articles homonymes, voir Simon.
Simon Rex est un acteur, animateur TV, rappeur et mannequin américain né le 20 juillet 1974 à San Francisco, en Californie (États-Unis).

## Biographie
Simon Rex, né Simon Rex Cutright à San Francisco en Californie est l'unique enfant de Paul et Zoe Cutright, un conseiller en relation humaine et une experte-conseil en environnement. Il a étudié au lycée Alameda, à Alameda en Californie. Il est de religion juive, du côté de sa mère.
Il a commencé sa carrière dans le cinéma pornographique gay avant de poursuivre vers le traditionnel au début des années 2000, notamment en ayant des seconds rôles dans trois films de la saga Scary Movie.
Depuis 2013, il connait un succès grandissant sur l'application mobile Vine avec plus de 850 000 abonnés.
En 2021, il joue le premier rôle d'un film indépendant en tournant dans la comédie dramatique Red Rocket de Sean Baker. Le film est présenté en compétition pour la Palme d'or au Festival de Cannes 2021 où sa performance est saluée par de nombreuses critiques qui le voient comme favori pour le prix d'interprétation masculine. Mais ce sera son compatriote Caleb Landry Jones qui le remportera.

## Filmographie

### Cinéma pornographique gay
- 1993 : Young, Hard, & Solo 2 : John
- 1993 : Young, Hard, & Solo 3 : Brad
- 1994 : Hot Sessions 3 : Sébastien
- 2000 : Hot Sessions 11 : Sébastien
- 2000 : Hot Sessions 12 : Sébastien

### Films
- 2000 : Scary Scream Movie de John Blanchard : Slab
- 2001 : Going Greek de Justin Zackham : Thompson
- 2001 : Drum Solo de Bob Joyce : Blondie
- 2001 : Les Vampires du désert (The Forsaken) de Joseph S. Cardone : Pen
- 2003 : Scary Movie 3 de David Zucker : George Logan
- 2004 : Karaté Dog (The Karate Dog) de Bob Clark : L'inspecteur Peter Fowler
- 2006 : Scary Movie 4 de David Zucker : George Logan
- 2006 : Pledge This : Panique à la fac ! de William Heins et Strathford Hamilton : Derek
- 2007 : Rise de Sebastian Gutierrez : Hank
- 2008 : Hotel California de Geo Santini : Pete
- 2008 : Super Héros Movie (Superhero Movie) de Craig Mazin : La torche humaine
- 2008 : An American Carol de David Zucker : lui-même
- 2009 : 2 Dudes & a Dream de Nathan Bexton : Dirt Nasty
- 2009 : Silver Street (John)
- 2009 : Rex de Guy Shalem : Simon
- 2009 : The Truth About Angels de Lichelli Lazar-Lea : Kane Connor
- 2009 : Sonny Dreamweaver de Sunspot Jonz : Hunter
- 2010 : Slightly Single in L.A. de Christie Will Wolf : J.P. Cipoletti
- 2010 : Boy Toy (Clive)
- 2010 : King of the Avenue de Ryan Combs : Taz
- 2010 : Projet X (Dirt Nasty)
- 2013 : Scary Movie 5 de Malcolm D. Lee : Dan Sanders
- 2021 : Red Rocket de Sean Baker : Mikey Saber
- 2022 : Down Low de Rightor Doyle
- 2022 : National Anthem de Tony Tost : Roy Lee Dean
- 2022 : Mack and Rita de Katie Aselton : Luca
- 2023 : The Sweet East de Sean Price Williams : Lawrence
- 2024 : Blink Twice de Zoë Kravitz : Cody

### Télévision
- 1996 : Alerte à Malibu (Baywatch) : lui-même
- 1998 : Snapped : lui-même
- 1999 : Katie Joplin : Tiger French
- 1999 : Felicity : Eli
- 1999-2001 : Jack and Jill : Michael « Mikey » Russo
- 2002 : Ce que j'aime chez toi (What I Like About You) : Jeff Campbell
- 2005 : Cuts : Harrison
- 2005 : Summerland : Sun
- 2005 : Everwood : Cliff Fenton
- 2006 : Mindy and Brenda : Josh
- 2006 : Monarch Cove : Eddie Lucas
- 2010 : Nick Swardson's Pretend Time :  Brian
- 2015 : NCIS : Enquêtes spéciales (NCIS) : Scott Bleeker (saison 12, épisode 18)

### Apparitions vidéoclips
- 2004 : She Wants to Move de N*E*R*D
- 2009 : TiK ToK (Barry) de Kesha
- 2010 : Yes (Dirt Nasty) de LMFAO
- 2010 : Sexy and I Know It (Bicycle Man) de LMFAO

## Discographie
- 2004 : Catching Up to Wilt (avec Mickey Avalon, Andre Legacy, and Beardo)
- 2007 : Dirt Nasty
- 2008 : Shoot to Kill (avec Mickey Avalon, Andre Legacy, and Beardo)
- 2010 : The White Album
- 2011 : Nasty as I Wanna Be
- 2012 : ¡Three Loco! (avec Andy Milonakis and RiFF RaFF)
- 2013 : Palatial